# Fátima
 Ovo je glavno značenje pojma Fátima. Za općinu i naselje u brazilskoj državi Tocantins pogledajte Fátima (Tocantins, Brazil).
Fátima je gradić smješten na sjeverozapadu općine Ourém i nalazi se u Portugalu.  Najvažnije je hodočasničko središte Gospe Fatimske u Portugalu i jedno od najvažnijih Marijanskih svetišta Rimokatoličke crkve u svijetu.

## Ime grada
Ime grada i župe je nastalo od arapskog imena Fátima (فاطمة Fāṭimah) koja je imenjakinja Fatime bint Muhammad, kćeri islamskog proroka Muhammeda.
Predanje kaže da je Fátima bilo ime maurske princeze iz 12. stoljeća koju su oteli vitez Gonçalo Hermigues i njegovi drugovi. Hermigues ju je odveo u malo selo u brdima Serra de Aire koje se nalazilo u nedavno osnovanoj kraljevini Portugal. Prema zapadnom katoličkom predanju, Fatima se zaljubila u svog otmičara i odlučila se obratiti na kršćanstvo kako bi se udala za njega. Krštena je i dobila je kršćansko ime "Oureana".

## Zemljopis
Mjesto Fatima se nalazi 130 km sjeverno od Lisabona blizu grada Coimbra. Fatima pripada distriktu Santarém. Naselje ima površinu od oko 71 km² i oko 10.302 stanovnika (2001.) . 

## Vjersko značenje
Fatima zajedno s Lourdesom spada medu najznačajnija marijanska svetišta.

## Gradovi partneri
- Altötting  Njemačka
- Loreto  Italija
- Lourdes  Francuska
- Mariazell  Austrija
- Częstochowa  Poljska
- Selçuk  Turska

## Galerija
- Bazilika Presvetog Trojstva je 5. po veličini rimokatolička crkva na svijetu
- Bazilika Gospe od Krunice, pogled iznutra
- Kapelica u Fátimi
- Kalvarija u Fátimi, Portugal

## Vanjske poveznice
- Svetište Gospa Fatimska — Službena stranica (engles.)
- Hodočasnici Fatime (engles.)